# Георги Василев (футболист, р. 1946)
Вижте пояснителната страница за други личности с името Георги Василев.
Георги Василев (роден на 9 август 1946 г.), наричан по прякор Гочето, е бивш български футболист, полузащитник, а впоследствие дългогодишен треньор по футбол.
Като наставник става шампион на България с три различни клуба – Етър, Левски и ЦСКА.

## Биография

### Като футболист
Василев е роден в Бобов дол на 9 август 1946 г. Баща му Васил Иванов е механик в мина „Бобов дол“, а майка му Невена е дъщеря на виден местен комунистически деец.
Играе като полузащитник за Струмска слава (Радомир), Сливен, Локомотив (Горна Оряховица), Марек (Дупница) и Етър (Велико Търново), като най-значим е периода му при „виолетовите“. В А група има общо 209 мача и 31 гола. Докато е в Етър завършва магистратура по история във Великотърновския университет в класа на проф. Йордан Андреев. Приключва състезателната си кариера на 31-годишна възраст през 1977 г.

### Като треньор
Непосредствено след края на футболната си кариера Василев става помощник треньор в Левски (Стражица), където работи две години. През 1979 г. се завръща в Етър като асистент на Васил Методиев. Впоследствие става старши треньор на отбора и остава на позицията в продължение на 3 сезона.
През 1984 г. Василев напуска Етър и поема Спартак (Плевен), а през 1985 г. става помощник-треньор на националния отбор в щаба на Иван Вуцов. Като асистент участва на световното първенство в Мексико'86.
След края на мондиала Василев се завръща в Етър и започва да поставя основите на много силен тим. Интегрирани са младите Трифон Иванов, Илиян Киряков и Красимир Балъков. От Горна Оряховица е привлечен Бончо Генчев, а от Свищов Цанко Цветанов. В две последователни години 1988/89 и 1989/90 Гочето извежда търновци до бронзовите медали. Така се стига до сезон 1990/91, в който Етър печели шампионската титла, изпреварвайки със сериозен аванс ЦСКА и Славия.
През лятото на 1993 г. Василев заменя Иван Вутов начело на шампиона Левски (София). През есента на същата година „сините“ отстраняват шотландския гранд Глазгоу Рейнджърс в квалификациите на Шампионската лига, а след това се представят достойно срещу първенеца на Германия Вердер Бремен. На вътрешната сцена, под ръководството на Гочето, Левски затвърждава доминацията си. През сезон 1993/94 отборът печели дубъл – титла и купа. Превъзходството на Левски над опонентите в България продължава и през 1994/95. През есента на 1994 г. тимът буквално разгромява основните си съперници за титлата в А група. Постигнати са победи над Ботев (Пловдив) с 6:1, вечният враг ЦСКА със 7:1 и Локомотив (София) с 8:0. В края на сезона Левски отново става шампион.
През лятото на 1995 г. Василев става за първи път треньор на чуждестранен отбор, поемайки кипърския гранд Анортозис. Остава начело на тима обаче само няколко месеца до края на годината.
През януари 1996 г. се завръща в България и поема ЦСКА (София). Под негово ръководство през сезон 1996/97 „армейците“ печелят титлата след 4-годишна пауза. Освен това триумфират и в турнира за Купата на България, където във финала надиграват с 3:1 Левски. По време на престоя си в ЦСКА Гочето привлича младоците Стилиян Петров и Мартин Петров, които през следващите години ще се превърнат в звезди на българския футбол. Остава начело на тима до март 1998 г., когато е освободен от поста.
През сезон 1998/99 е начело на Локомотив (София), но не успява да постигне успехи с „железничарите“. През лятото на 1999 г. е назначен за старши треньор на германския третодивизионен Унион (Берлин). През сезон 2000/01 с клуба печели промоция за Втора Бундеслига, а освен това го извежда до финал за Купата на Германия, който е загубен с 0:2 от Шалке 04. Въпреки това Унион получава правото за участие в Купата на УЕФА, където отпада във 2-рия кръг от Литекс (Ловеч). Под ръководството на Василев през 2001/02 отборът от Берлин се класира на 6-о място във Втора Бундеслига.
През пролетта на 2003 г. е начело на кипърския Неа Саламина, след което се разделя с клуба. През октомври 2003 г. се завръща в Левски (София), като води отбора до края на сезон 2003/04. Под негово ръководство „сините“ достигат до 1/16-финалите в Купата на УЕФА, елиминирайки Апоел Рамат Ган и Славия (Прага), преди да отпаднат от Ливърпул през пролетта на 2004 г. По време на втория си престой в Левски обаче не постига успехи на вътрешната сцена.
На 25 април 2006 г. Василев е назначен за треньор на Нафтекс (Бургас), но напуска следващата година. От 2007 г. до 2008 г. е начело на гръцкия Левадиакос. Oт декември 2009 г. до лятото на 2010 г. работи в Несебър, като извежда отбора до бараж за влизане в А група срещу Академик (София), който е загубен с 1:2. На 21 март 2011 г. е назначен за старши треньор на Черноморец (Бургас), но на 31 май 2011 г. е освободен. През януари 2015 г. отново поема Етър и остава две години начело на отбора.

## Успехи като треньор
Етър
- А група:
  -  Шампион: 1990/91

- Купа на БФС:
  -  Носител: 1990/91

Левски (София)
- А група:
  -  Шампион (2): 1993/94, 1994/95

- Купа на България:
  -  Носител: 1993/94

ЦСКА (София)
- А група:
  -  Шампион: 1996/97

- Купа на България:
  -  Носител: 1996/97

Унион (Берлин)
- Купа на Германия:
  -  Финалист: 2000/01